# Gattjinatraktaten
Gattjinatraktaten, upprättad 1799 på Gattjina slott, var ett avtal mellan Sverige och Ryssland om ömsesidigt bistånd i händelse av angrepp på ettdera landet. De försämrade förbindelserna mellan Sveriga och Napoleons Frankrike ledde till ett svenskt närmande till den antifranska koalitionens andra stöttepelare Ryssland.
I ett hemligt tillägg förband sig Gustav IV Adolf att mot ekonomisk ersättning bidra med 8 000 man i kriget mot Frankrike, ett löfte som dock aldrig kom att infrias.